# 乔氏超市
喬氏超市（英語：Trader Joe's）是一家总部在美国加利福尼亚州蒙罗维亚的美国本土连锁杂货店。喬氏超市在1979年被奥乐齐超市连锁集团的持有人西奥·阿尔布雷希特收购，2010年西奥·阿尔布雷希特去世后由其家族后代持有。截至2015年，它已经成为美国“新鲜模式”杂货店的竞争对手。截至到2019年11月，乔氏超市在全美42个州和华盛顿特区总共拥有503家门店

## 历史

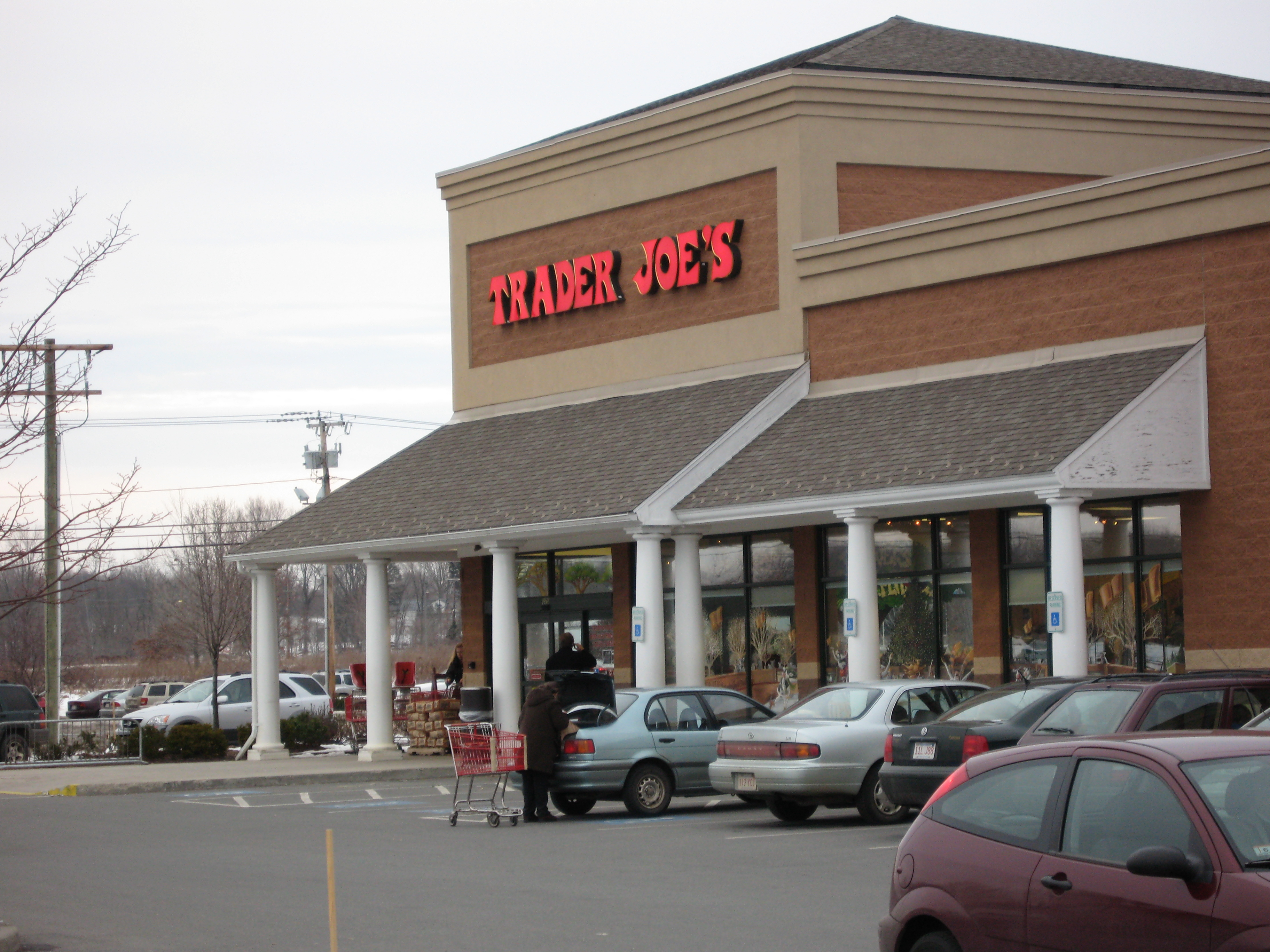
位于马萨诸塞州哈德利的一家商店，摄于2007年

这家商店以创始人乔·哥伦布（Joe Coulombe）的名字命名。创始于1958年，当时是洛杉矶地区的一家连锁便利店。最初的普伦多市场和7-11是如此的相似，以至于哥伦布认为和7-11的竞争将是灾难性的。
哥伦布在加勒比海度假时产生了乔氏超市的玻里尼西亞主题的想法。20世纪50年代以及60年代的提基文化风潮在文化记忆中依然鲜活，Trader Vic's在全球拥有25家分店，处于鼎盛时期。他注意到，美国人外出旅行的次数越来越多，他们带回家的食物和葡萄酒的味道在当时的超市里很难得到满足。
据《商业周刊》报道，乔氏超市在1990年至2001年间的门店数量增加了五倍，利润增加了10倍。据《超市新闻》(Supermarket News)估计，乔氏超市2015年的销售额为130亿美元，并排在“2016年SN最大75家零售商”的第21位。在早期的2008年2月，《商业周刊》报道称，该公司每平方英尺的销售额是美国所有杂货商中最高的。两年半后的2016年，《财富》（Fortune）估计每平方英尺的商品销售额为1750美元，是全食超市（Whole Foods)销售额的两倍多。一年以后，2009年5月的《消费者报告》将乔氏超市评为美国第二大连锁超市一个月后，2009年6月，MSN财经又发布了第三次年度客户服务名人堂调查结果。乔氏超市的客户服务排名第二。尽管Ethisphere杂志将乔氏超市列为2008年至2010年美国最具道德操守的公司之一，但是却未能在2011年上榜。2014年，《消费者报告》再次将乔氏超市评为得分最高的连锁超市。2016年2月，由于客户的反馈，乔氏超市宣布他们的目标是“到2020年，他们在西部各州（加利福尼亚州、俄勒冈州、华盛顿州、亚利桑那州、新墨西哥州、科罗拉多州）销售的所有鸡蛋都来自无笼供应商，到2025年，在全国销售的所有鸡蛋都需要来自无笼供应商。”

## 位置

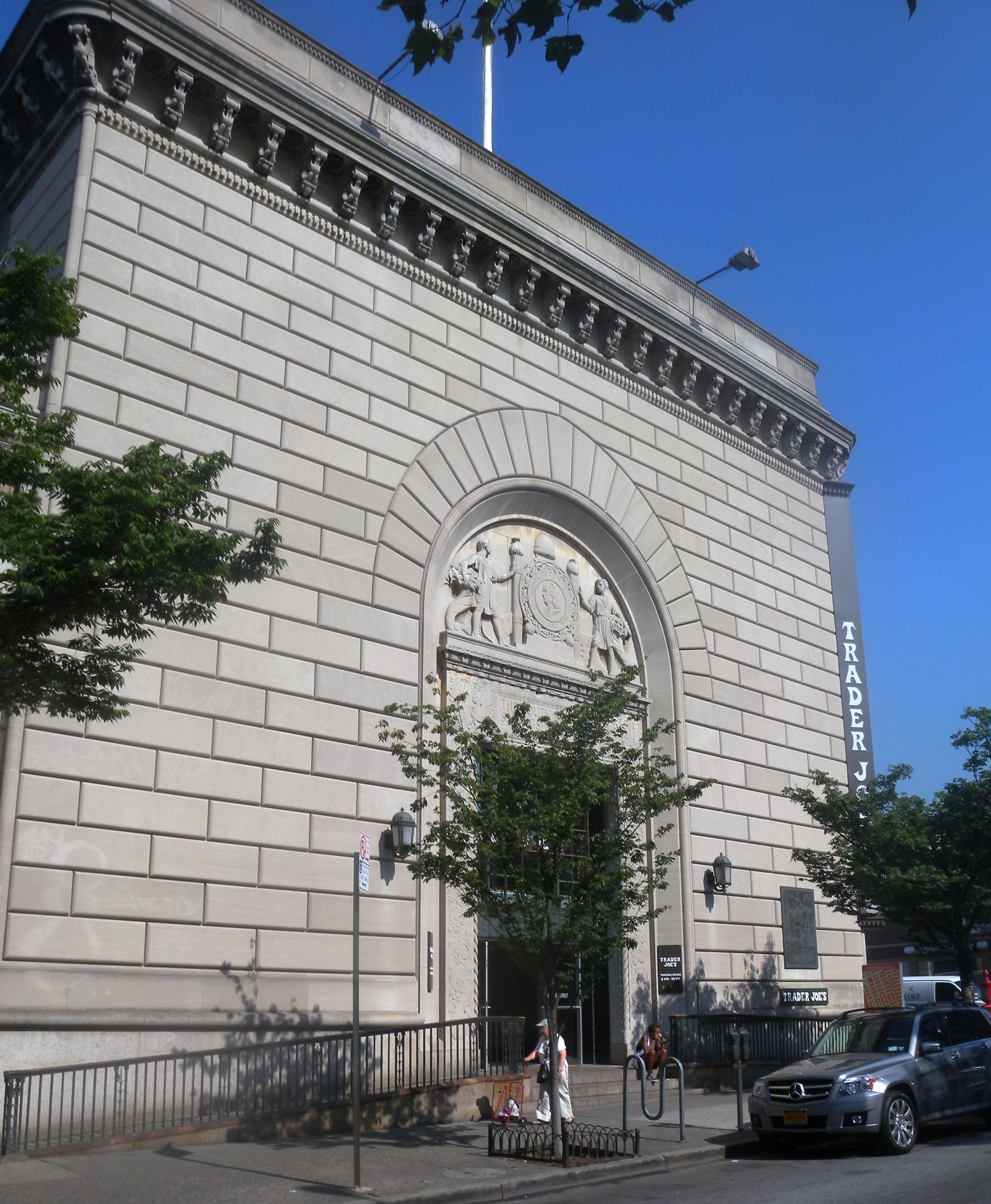
乔氏超市由其所在的位置而出名。

截至2019年10月8日，乔氏超市在美国拥有504家门店，并定期增加门店。2017年，乔氏超市在全国开设了14家新店。大多数店面的平均面积在1万至1.5万平方英尺(1400平方米)之间。加州拥有最多的乔氏超市商店，数量为183家。

## 产品
一家普通的杂货店可能有5万件商品，而乔氏超市却有大约4000件商品，其中80%都是自己的品牌。乔氏超市自称是“你附近的杂货店”。产品包括美食、有机食品、素食食品、特殊冷冻食品、进口食品、国产和进口葡萄酒和啤酒(当地法律允许)、“替代”食品，以及面包、谷物、鸡蛋、奶制品、咖啡和农产品等主食。这家公司的香蕉每只卖29美分，而不是一磅。非食品项目包括个人卫生用品、家用清洁剂、维生素、宠物食品、植物和鲜花。
该公司的许多产品都是出于环保考虑的。2007年10月，出于客户的担忧，乔氏超市开始逐步停止从中国进口食品，2008年2月，乔氏超市停止从中国进口单一成分产品。从2012年到2013年，乔氏超市的排名从绿色和平组织的CATO(运走海洋)的第15位上升到第3位，他们从货架上撤下了6种不可持续的鱼类，并参与保护
与大型连锁超市相比，乔氏超市更多地根据顾客的反应停止销售单个产品，以腾出空间放置新产品。有些产品是美国某些地区(如中西部、东海岸)的独家产品，这取决于是否可获得性和受欢迎程度。